# 桑薩納
桑薩納（法語：Sanzana），是馬里的城鎮，位於該國南部，由錫卡索區的錫卡索省負責管轄，面積326平方公里，海拔高度325米，2009年人口11,214，人口密度每平方公里34人。